# Romain Cannone
Romain Cannone, född 12 april 1997 i Boulogne-Billancourt, är en fransk fäktare i värja.

## Biografi
Cannone är född i Boulogne-Billancourt och flyttade som ung med sin familj till Brasilien. Familjen flyttade senare till New York i USA och det var där Cannone upptäckte fäktning som 12-åring. Han tränades då av Michael Mokretsov vid New York Fencing Academy. Cannone återvände till Frankrike 2016 och började då tävla för VGA Saint-Maur.
Cannone var först tänkt som reserv i den franska truppen till olympiska sommarspelen 2020 i Tokyo. Efter att Daniel Jérent blivit bortplockad från truppen efter ett positivt dopningstest blev Cannone uttagen som ersättare. Han besegrade ryske Sergey Bida i kvartsfinalen med 15–12 och sedan ukrainske Ihor Reizlin i semifinalen med 15–10. I finalen besegrade Cannone den tidigare världsmästaren Gergely Siklósi och blev olympisk guldmedaljör.
I juni 2022 vid EM i Antalya var Cannone en del av Frankrikes lag tillsammans med Alexandre Bardenet, Yannick Borel och Alex Fava som tog brons i lagtävlingen i värja. Följande månad vid VM i Kairo tog Cannone både individuellt guld i värja samt guld i lagtävlingen i värja.